# A Bigger Bang
A Bigger Bang es el vigesimosegundo en el Reino Unido y vigesimocuarto en los Estados Unidos álbum de estudio de la banda de rock británico The Rolling Stones, lanzado en el año 2005. El álbum de material inédito se grabó en la residencia francesa del cantante Mick Jagger bajo la producción de Don Was y The Glimmer Twins, pseudónimo de Jagger y Keith Richards en las producciones del grupo. El baterista Charlie Watts se incorporó más tarde que el resto a las grabaciones, tras recuperarse de un cáncer de garganta que le habían detectado a mediados del 2004. Fue lanzado al mercado el 5 de septiembre de 2005 y marca el regreso de los Stones tras una ausencia en estudios de más de ocho años, periodo que lo separa de Bridges to Babylon (sucesor a su vez de Voodoo Lounge) de 1997. Según los miembros de la banda, el título del mismo reflejaba su fascinación por la teoría científica sobre el origen del universo.
Recibió en general críticas favorables y ganó elogios como "Su mejor producción en décadas", comparándolo con otras conocidas y aclamadas grabaciones de la banda como Tattoo You de 1981 o Some Girls de 1978. Esta producción, en la que regresaron nuevamente a sus raíces en el blues y R&B, fue alabada por la decisión de la banda de no competir con los jóvenes artistas pop de la época y sólo concentrarse en ser The Rolling Stones.
De esta colección de canciones se desprendió como primer sencillo promocional «Streets of Love»/«Rough Justice», editado antes del lanzamiento de A Bigger Bang, sin mucha repercusión en América (no entró en el Billboard Hot 100) pero con éxito en general en el resto del mundo; «Rain Fall Down» y «Biggest Mistake» tuvieron menos repercusión que su primer corte.
El disco fue acompañado por su gira más exitosa hasta ahora titulada A Bigger Bang Tour que duró hasta finales del verano de 2007 y que le generó ganancias a los británicos superiores a los 500 millones de dólares.

## Historia

### Grabación
A Bigger Bang fue grabado en su mayoría en la residencia del cantante Mick Jagger, un château del siglo XVI llamado La Fourchette, ubicada en el pequeño poblado de Pocé-sur-Cisse, departamento Indre-et-Loire, en el centro de Francia. Algo similar que había sucedido con su aclamado doble LP Exile on Main St. de 1972, sólo que en aquella ocasión la grabación tuvo lugar en la casa de Keith Richards, pero ubicada al sur del mismo país. La preproducción inició en La Fourchette en junio de 2004 alternándose con las grabaciones en la también residencia de Jagger ubicada en San Vicente, en el Mar Caribe entre agosto y septiembre. Por los problemas de salud de su baterista Charlie Watts, a quien le habían detectado cáncer en la garganta, se vieron en la necesidad de retrasar las grabaciones hasta la recuperación de su compañero. A principios de octubre el baterista "ya se encontraba limpio de cualquier enfermedad" según las declaraciones que Mick dio al periódico británico Daily Mirror, por lo que se integró a principios del próximo año a las grabaciones. Durante las grabaciones los líderes de los Stones Mick Jagger y el guitarrista Keith Richards se hicieron cargo de todas las composiciones de todas las canciones del disco, primeramente componiéndolas en piano y guitarra, las bases de batería y bajo fueron interpretadas por Jagger, ante la ausencia por enfermedad de Charlie Watts, y Richards. Don Was acompañó a The Glimmer Twins (seudónimo del binomio formado por Jagger y Richards) con la producción del álbum, él había trabajado anteriormente con el grupo produciendo los álbumes de estudio Voodoo Lounge (1994) y Bridges to Babylon (1997) al igual que las cuatro canciones inéditas incluidas en su compilatorio Forty Licks (2002). Las sesiones de composición fueron más íntimas que en todas sus producciones anteriores debido a que sólo trabajaron en la casa Jagger y Richards con el productor musical Don Was y el ingeniero de sonido Krish Sharma. Las grabaciones fueron a principios de noviembre y en diciembre de 2004 en la propiedad francesa de Jagger, estas se interrumpieron y se reanudaron en marzo y terminaron en abril de 2005, siempre en Francia. El mezclado fue realizado entre el 6 y el 28 de junio del mismo año en los Ocean Way Recording y los Village Recorder Studios de Los Ángeles, California, Estados Unidos, estos estuvieron a cargo de Krish Sharma, Jack Joseph Puig y D. Sardy. Al final de las grabaciones se incluyeron dieciséis temas y terminó siendo la grabación más larga de los Stones desde el Exile on Main St.

### Lanzamiento y consecuencias
El ansiado anuncio del título de su nueva colección de canciones se dio el 26 de julio de 2005, coincidiendo con el 62.º cumpleaños de Jagger, que sería promocionado por su nueva gira mundial A Bigger Bang Tour anunciada el 10 de mayo pasado en un pequeño concierto en la Juilliard School de Nueva York, cuyo inició se daría con su presentación en el Fenway Park de Boston el próximo 21 de agosto.
Un día después del inicio de la gira ponen en circulación «Streets of Love»/«Rough Justice» como sencillo promocional, aunque sin mucha circulación en América (no entró al Billboard Hot 100) en contraste con el éxito que tuvo en el resto del mundo: ocupó el primer lugar en las listas de éxitos de España, entró a los top-10 de Argentina (# 1), Países Bajos (# 5), Dinamarca (#4), Suecia (#5), Finlandia (#10) y Canadá; y se coló en los top-20 de sencillos de Noruega (#14), Alemania (#15), Reino Unido (#12), e Italia (#16); debutó en el puesto 31 de la lista Global Track Chart y permaneció en ella cinco semanas.
A Bigger Bang fue lanzado el 5 de septiembre, el título del mismo reflejaba la fascinación del grupo por la teoría científica sobre el origen del universo. Si bien el álbum debutó en el puesto #2 en la UK Albums Chart del Reino Unido y en el #3 en el Billboard 200 de los Estados Unidos, comercialmente sus resultados fueron discretos, cayendo rápidamente en las listas de más vendidos. 
En el Reino Unido a mediados de septiembre de ese año ganó disco de oro por sus ventas superiores a los 109 000 copias. Llegó a disco de platino en los Estados Unidos y Alemania, y a disco oro en Japón. De acuerdo con Nielsen SoundScan vendió 546 000 copias en los Estados Unidos, y al 31 de marzo de 2006, 2,4 millones de copias en todo el mundo según EMI.
En 2009, A Bigger Bang fue reeditado por Universal Music Group. El relanzamiento en Norteamérica fue manejado por Interscope Records, mientras que los en el resto del mundo fue manejado por Polydor Records.

## Recepción crítica
A Bigger Bang recibió críticas positivas, recibiendo elogios comparándolo con aclamadas producciones de la banda como Tattoo You de 1981 o inclusive el Some Girls de 1978, sin embargo, todos los álbumes de Stones desde Steel Wheels habían sido alabados de manera similar, muchos críticos y aficionados sintieron que los Stones todavía tenían que grabar un álbum de ese período hasta sus altos estándares. El álbum recibió una nominación a los Premios Grammy por Mejor Álbum de Rock. Al final del año se posicionó en el puesto número 6 entre los Mejores álbumes del 2005 de la revista Uncut además de ocupar el puesto número 2 en la lista de los 50 mejores álbumes del año para la revista Rolling Stone y alcanzar el lugar número 2 en la lista de los Mejores 10 álbumes del 2005, con el voto a favor de ocho críticos musicales, en la revista Billboard.
El crítico estadounidense y autonombrado "Decano de los críticos de Rock" Robert Christgau afirmó "Mick (Jagger) prueba que es capaz de relacionarse con lo que los humanos patéticamente llamamos raza humana" a lo cual añade "Juntos con una clara evidencia de prolongar su cooperación entre ellos (Keith, Mick y Charlie) o entre los primordiales (Mick y Keith), se esfuerzan por mantenerse o simular su importancia considerado tan crucial en las bandas veteranas".
Alan Light de la revista Rolling Stone escribió, "A Bigger Bang es sólo una mejoría, un maldito buen álbum de The Rolling Stones, sin necesidad de descalificativos o disculpas por primera vez en décadas", y concluyó "no es un regreso avasallador como el combo formado por el Time Out of Mind y Love and Theft de Bob Dylan, pero es una digna continuación de sus obras maestras."
Blender Magazine afirmó "sin entrar en el juego de 'es su mejor disco desde', sólo digo que ocupa un lugar cerca del tope de sus mejores producciones desde 1980." Por su parte, la página web Metacritic le brindó una puntuación de 73 sobre 100 basado en las reseñas de 22 críticos.
La revista Uncut le dio una muy buena reseña "Hay algunas canciones destacadas, y Jagger se vuelve hacia su juego, lleno de una ira, infamia, arrogancia, soberbia y provocativa misoginia típica."
Aunque también tuvieron críticas negativas como la de Dan Martin de New Musical Express que dijo "no es una obra maestra (A Bigger Bang)... no es tan bueno como Don’t Believe The Truth (álbum de Oasis editado el mismo año) pero es el mejor disco que harán (The Rolling Stones)". La revista Billboard del mes de septiembre de 2005 de la misma manera calificó negativamente a la producción "16 de los fieles riffs de los Stones casi compensan las penosas letras." De esta producción los críticos puntualizaron la decisión de la banda de no competir con las tendencias actuales con artistas pop de la actualidad, que tienen un tercio de la edad de los Stones, y sólo enfocándose en "ser sencillamente The Rolling Stones".

## Lista de canciones
Todas las canciones escritas y compuestas por Mick Jagger y Keith Richards. 
| N.º | Título                         | Duración |  |
| 1.  | «Rough Justice»                | 3:11     |  |
| 2.  | «Let Me Down Slow»             | 4:16     |  |
| 3.  | «It Won't Take Long»           | 3:54     |  |
| 4.  | «Rain Fall Down»               | 4:53     |  |
| 5.  | «Streets of Love»              | 5:10     |  |
| 6.  | «Back of My Hand»              | 3:32     |  |
| 7.  | «She Saw Me Coming»            | 3:16     |  |
| 8.  | «Biggest Mistake»              | 4:06     |  |
| 9.  | «This Place Is Empty»          | 3:12     |  |
| 10. | «Oh No, Not You Again»         | 3:46     |  |
| 11. | «Dangerous Beauty»             | 3:48     |  |
| 12. | «Laugh, I Nearly Died»         | 4:54     |  |
| 13. | «Sweet Neo Con»                | 4:33     |  |
| 14. | «Look What the Cat Dragged In» | 3:57     |  |
| 15. | «Driving Too Fast»             | 3:56     |  |
| 16. | «Infamy»                       | 3:47     |  |

### DVD bonus de la edición especial
| N.º | Título                                                      | Duración |  |
| 1.  | «Introduction to A Bigger Bang»                             | 10:45    |  |
| 2.  | «Streets of Love (video)»                                   | 4:25     |  |
| 3.  | «Streets of Love (TV performance)»                          | 4:03     |  |
| 4.  | «Rough Justice (TV performance)»                            | 3:10     |  |
| 5.  | «Rain Fall Down (Remix)»                                    | 6:10     |  |
| 6.  | «Under the Radar (Bonus track)»                             | 4:36     |  |
| 7.  | «Don't Wanna Go Home (Bonus track)»                         | 3:34     |  |
| 8.  | «Streets of Love (With commentary from director Jake Nava)» | 4:25     |  |

## A Bigger Bang Tour
El 21 de agosto de 2005 en Boston, los Stones dieron el primer show de la gira promocional del disco, A Bigger Bang Tour. Sin embargo, las canciones nuevas fueron perdiendo espacio en favor de los grandes clásicos de la banda, quitándole difusión al nuevo disco. A Bigger Bang Tour se convirtió en la gira comercialmente más exitosa de la historia con más de $500 millones de dólares recaudados , superando a U2 con su Vertigo Tour. También es una de las más largas, ya que se extendió durante 2 años, finalizando el 26 de agosto de 2007 en Londres. La gira cubrió Norteamérica, Sudamérica, el Caribe, Asia, Oceanía y Europa, destacándose un show gratuito en Río de Janeiro con más de 1 millón de espectadores.

## Personal
The Rolling Stones
- Mick Jagger: voz, guitarras, armónica, teclados, percusión, coros; bajo en «Back of My Hand», «She Saw Me Coming», «Dangerous Beauty» y «Sweet Neo Con».
- Keith Richards: guitarras, bajo, piano; voz y bajo en «This Place is Empty» y «Infamy»; percusión en «Infamy».
- Ron Wood: guitarras.
- Charlie Watts: batería.

Personal adicional
- Darryl Jones: bajo en «Rough Justice», «Let Me Down Slow», «It Won't Take Long», «Rain Fall Down», «Streets of Love», «Biggest Mistake», «Oh No, Not You Again», «Laugh, I Nearly Died», «Look What the Cat Dragged In» y «Driving Too Fast».
- Chuck Leavell: piano en «Rough Justice», «Streets of Love» y «Driving Too Fast»; órgano en «It Won't Take Long», «Streets of Love» y «Biggest Mistake».[33]
- Matt Clifford: programación; teclados y vibráfono en «Rain Fall Down»; piano, órgano y arreglo de cuerdas en «Streets of Love».
- Blondie Chaplin: coros en «She Saw Me Coming» y «Infamy».
- Lenny Castro: percusión en «Look What the Cat Dragged In».

## Posición en las listas
| Listas (2005)                       | Mejor posición |
| ----------------------------------- | -------------- |
| Alemania (Offizielle Top 100)       | 1              |
| Argentina (CAPIF)                   | 1              |
| Australia (ARIA)                    | 4              |
| Austria (Ö3 Austria)                | 1              |
| Bélgica (Ultratop flamenca)         | 3              |
| Bélgica (Ultratop valona)           | 4              |
| Canadá (Billboard Canadian Albums)  | 1              |
| Dinamarca (Hitlisten)               | 1              |
| España (PROMUSICAE)                 | 2              |
| Estados Unidos (Billboard 200)      | 3              |
| Europa (Billboard)                  | 1              |
| Finlandia (Suomen Virallinen Lista) | 4              |
| Francia (SNEP)                      | 3              |
| Grecia (IFPI)                       | 1              |
| Hungría (Mahasz)                    | 10             |
| Irlanda (IRMA)                      | 18             |
| Italia (FIMI)                       | 1              |
| Nueva Zelanda (Recorded Music NZ)   | 2              |
| Noruega (VG-lista)                  | 2              |
| Países Bajos (Album Top 100)        | 1              |
| Polonia (ZPAV)                      | 2              |
| Portugal (AFP)                      | 5              |
| Reino Unido (UK Albums Chart)       | 2              |
| Suecia (Sverigetopplistan)          | 1              |
| Suiza (Schweizer Hitparade)         | 1              |

| Año  | Sencillo                          | Lista                       | Mejor posición |
| ---- | --------------------------------- | --------------------------- | -------------- |
| 2005 | «Rough Justice»                   | Mainstream Rock Tracks      | 25             |
| 2005 | «Streets of Love»/«Rough Justice» | UK Top 75 Singles           | 15             |
| 2005 | «Oh No, Not You Again»            | Mainstream Rock Tracks      | 34             |
| 2005 | «Rain Fall Down»                  | UK Top 75 Singles           | 33             |
| 2006 | «Rain Fall Down»                  | Hot Dance Singles/Club Play | 21             |
| 2006 | «Biggest Mistake»                 | UK Top 75 Singles           | 51             |

## Certificaciones
| País                  | Certificación | Ventas certificadas |
| --------------------- | ------------- | ------------------- |
| Alemania (BVMI)       | Platino       | 200,000^            |
| Argentina (CAPIF)     | Platino       | 40,000^             |
| Austria (IFPI)        | Oro           | 15,000^             |
| Canadá (Music Canada) | Platino       | 100,000^            |
| Dinamarca (IFPI)      | Oro           | 20,000^             |
| Estados Unidos (RIAA) | Platino       | 1,000,000^          |
| Francia (SNEP)        | Oro           | 75,000^             |
| Grecia (IFPI)         | Oro           | 10,000^             |
| Japón (RIAJ)          | Oro           | 100,000^            |
| Polonia (ZPAV)        | Oro           | 10,000^             |
| Reino Unido (BPI)     | Oro           | 100,000^            |
| Suiza (IFPI)          | Oro           | 20,000^             |

| País                 | Certificación | Ventas certificadas |
| -------------------- | ------------- | ------------------- |
| Unión Europea (IFPI) | Platino       | 1,000,000^          |

Nota: ^ Cifras de ventas basadas únicamente en la certificación